# Norråker
Norråker is een plaats in de gemeente Strömsund in het landschap Ångermanland en de provincie Jämtlands län in Zweden. De plaats heeft 104 inwoners (2005) en een oppervlakte van 44 hectare. De plaats ligt aan het meer Tåsjön.